# Iphinoe serrata
Iphinoe serrata är en kräftdjursart som beskrevs av Norman 1867. Iphinoe serrata ingår i släktet Iphinoe och familjen Bodotriidae. Inga underarter finns listade i Catalogue of Life.